# Pantropical

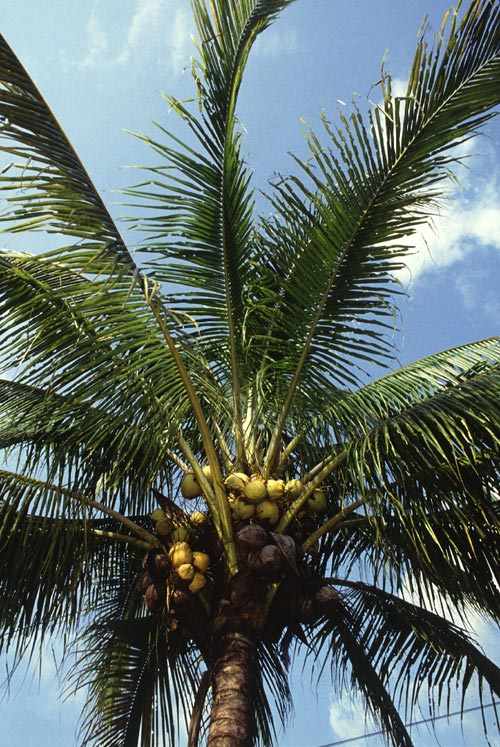
Árbol, arbusto, típico de la zona pantropical. Palmeras, Palmas, Cocoteros como en la foto

En biología, pantropical se refiere a un área de ocurrencia geográfica. Para que una distribución de un taxón sea pantropical, debe aparecer en regiones tropicales en todos los continentes mayores, i.e. en África, en Asia, en América.

## Neotropical
En biología, neotropical hace referencia a ocurrir en las regiones tropicales del Nuevo Mundo, i.e. América.

## Palaeotropical
En biología, palaeotropical hace referencia a una ocurrencia geográfica. Para que una distribución de un taxón sea palaeotropical, debe presentarse en regiones tropicales de ambos continentes del Viejo Mundo, i.e. África y Asia.

## Vésae también
- neotropical
- palaeotropical

- Datos: Q1806912